# Konrad Lang (Biochemiker)
Konrad Lang (* 15. August 1898 in Bruchsal; † 6. Oktober 1985 in Bad Krozingen) war ein deutscher Biochemiker und Mediziner.

## Leben
Der gebürtige Bruchsaler Konrad Lang wandte sich nach dem Abitur dem Studium der Medizin, Naturwissenschaften und Chemie an der Universität Freiburg zu. Zu seinen Lehrern gehörten in der Chemie Heinrich Otto Wieland und Ludwig Gattermann, in der Medizin Hans Eppinger junior und Ludwig Aschoff. Nach seiner 1923 erfolgten Promotion zum Dr. rer. nat. und 1928 zum Dr. med. trat er eine Assistenzarztstelle am Städtischen Krankenhaus in Kiel an, später wurde er dort zum Leiter des Labors bestellt. Im Wintersemester 1935/1936 habilitierte er sich als Privatdozent für Physiologische Chemie an der Friedrich-Wilhelms-Universität in Berlin. Nachdem Konrad Lang sich geweigert hatte, in den NS-Dozentenbund einzutreten, wurde seine Stellung in Kiel unhaltbar. Er wurde als Oberstabsarzt und Leiter des Physiologisch-Chemischen Instituts der Militärärztlichen Akademie in Berlin eingesetzt. Von 1937 bis 1945 war er Berater beim Heeres-Sanitätsinspekteur. Laut K. H. Bäßler fehlen aufgrund der strikten Geheimhaltung äußere Zeugnisse dieser aktivsten Schaffensperiode seines Lebens fast völlig.
Lang wurde 1942 zum außerordentlichen Professor ernannt. Wie Hans-Diedrich Cremer nahm er im Oktober 1942 an der Gebirgsphysiologischen Tagung in St. Johann teil, wo auch über Höhen- und Kälteversuche an Häftlingen im KZ Dachau referiert wurde. Bei dem Bevollmächtigten für das Gesundheitswesen Karl Brandt war er 1944 Angehöriger des wissenschaftlichen Beirates.
Eine Berufung im Jahr 1944 an die Reichsuniversität Posen konnte Lang aufgrund der Kriegsereignisse nicht mehr wahrnehmen. 1945 übernahm er die Lehrstuhlvertretung der physiologischen Chemie an der Ruprecht-Karls-Universität Heidelberg, 1946 wechselte er an die Johannes Gutenberg-Universität Mainz als außerordentlicher Professor und Direktor des physiologisch-chemischen Instituts, an das dann auch Hans-Diedrich Cremer berufen wurde. Lang wurde dort später zum ordentlichen Professor befördert und 1966 emeritiert. Er arbeitete vorwiegend auf dem Gebiet des Stoffwechsels und der Ernährung. Ab 1947 war er Herausgeber der Biochemischen Zeitschrift und ab 1960 der Zeitschrift für Ernährungswissenschaft. Im geschäftsführenden Vorstand der DGE (Deutsche Gesellschaft für Ernährung) stand er ab deren Gründung der Abteilung Allgemeine Ernährung vor.

## Publikationen (Auswahl)
- Über Glykogenbildung in der Darmwand, Springer, Berlin, 1928
- Der intermediäre Stoffwechsel, Springer, Berlin, Göttingen, Heidelberg, 1952
- Die physiologischen Wirkungen von schwefliger Säure : Gutachten, Behr, Hamburg, Berlin, Düsseldorf, 1960
- Beurteilung von Lebensmitteln mit einem charakteristischen Vitamingehalt : Gutachten, Behr, Hamburg, Berlin, Düsseldorf, 1964
- Xylit in der oralen und parenteralen Ernährung : med.-biochem. Gutachten, Behr, Hamburg, 1974
- Wasser, Mineralstoffe, Spurenelemente : eine Einführung für Studierende der Medizin, Biologie, Chemie, Pharmazie und Ernährungswissenschaften; mit 44 Tabellen, Steinkopff, Darmstadt, 1975
- Biochemie der Ernährung, 4., neu bearbeitete Auflage, Steinkopff, Darmstadt, 1979